# 天峻站
天峻站位于青海省天峻县天棚村，是青藏铁路的一座车站，距离西宁站293公里，于1979年启用，现由青藏铁路公司营运。车站现为五等站，承担旅客乘降和货运业务。新关角隧道位于本站与察汗诺站之间。
2024年6月6日，天棚站改名为天峻站，方便旅客使用。